# Lista de prefeitos de Capivari de Baixo
Esta é a lista de prefeitos do município de Capivari de Baixo, estado brasileiro de Santa Catarina.
| N° | Prefeito                       | Partido                                          | Vice                                        | Início do mandato     | Fim do mandato         | Observações                                                                      |
| -- | ------------------------------ | ------------------------------------------------ | ------------------------------------------- | --------------------- | ---------------------- | -------------------------------------------------------------------------------- |
| 1  | Nilton Augusto Sachetti        | Partido Democrático Social PDS                   | Amadeu Felipe Maciel da Luz                 | 1° de janeiro de 1993 | 31 de dezembro de 1996 | Prefeito e vice eleitos em sufrágio universal.                                   |
| 2  | Luiz Carlos Brunel Alves       | Partido do Movimento Democrático Brasileiro PMDB | Gilson Cruz                                 | 1° de janeiro de 1997 | 31 de dezembro de 2000 | Prefeito e vice eleitos em sufrágio universal.                                   |
| 2  | Luiz Carlos Brunel Alves       | Partido do Movimento Democrático Brasileiro PMDB | Nivaldo de Sousa                            | 1° de janeiro de 2001 | 31 de dezembro de 2004 | Prefeito reeleito e Vice eleito em sufrágio universal.                           |
| 3  | Moacir Rabelo da Silva         | Partido Progressista PP                          | Araildo Domingos Liberato Machado PDT       | 1° de janeiro de 2005 | 31 de dezembro de 2008 | Prefeito e vice eleitos em sufrágio universal.                                   |
| 4  | Luiz Carlos Brunel Alves       | Partido do Movimento Democrático Brasileiro PMDB | Nivaldo de Souza PMDB                       | 1° de janeiro de 2009 | 31 de dezembro de 2012 | Prefeito e vice eleitos em sufrágio universal.                                   |
| 5  | Moacir Rabelo da Silva         | Partido Progressista PP                          | Sebastião da Rocha Costa PDT                | 1° de janeiro de 2013 | 31 de dezembro de 2016 | Prefeito e vice eleitos em sufrágio universal.                                   |
| 6  | Nivaldo de Sousa               | Partido Socialista Brasileiro PSB                | Aurimar da Silva Partido Popular Socialista | 1° de janeiro de 2017 | 31 de dezembro de 2020 | Prefeito e vice eleitos em sufrágio universal.                                   |
| 7  | Vicente Correa Costa           | Partido Social Liberal PSL                       | Márcia Roberg Cargnin Progressista          | 1° de janeiro de 2021 | 17 de julho de 2023    | Prefeito e vice eleitos em sufrágio universal, Renúncia o cargo em Julho de 2023 |
| 8  | Márcia Roberg Cargnin          | Progressista PP                                  | Nenhum                                      | 17 de Julho de 2023   | 31 de dezembro de 2024 | Assumiu após o titular renunciar o cargo em Julho de 2023                        |
| 9  | Claudir Antônio de Bittencourt | Partido Liberal PL                               | Samira Vargas Porto MDB                     | 1° de Janeiro de 2025 | Atual                  | Prefeito e vice eleitos em sufrágio universal.                                   |